# President de l'Azerbaidjan
El President de l'Azerbaidjan és el cap d'estat de la República de l'Azerbaidjan. La República de l'Azerbaidjan va ésser proclamada arran de la separació de la Unió Soviètica de l'any 1991.
Aquest President és escollit per sufragi directe cada cinc anys i, en tractar-se d'una república presidencialista, ostenta el poder executiu, és el comandant en cap de l'exèrcit i representa l'Estat en els afers interiors i exteriors.

## Poders i deures
Segons la Constitució de l'Azerbaidjan pel seu sistema de govern és la república presidencial.
El cap de l'estat de l'Azerbaidjan és el President de la República Azerbaiyana. Ell representa el país a l'estranger i les relacions internacionals. El presindente és el comandant Suprem de les Forces Armades de l'estat. El president garanteix la independència i la integritat territorial de l'estat. A més sent el cap del ram executiu del poder, el president garanteix el compliment dels tractats internacionals amb la coparticipació de l'Azerbaidjan, la independència del poder judicial.
La legitimitat del poder presidencial es garanteix mitjançant el sufragi universal. Segons la Constitució van ser determinats els censos per als candidats a lloc estatal suprem: el cens per l'edat-no menys de 35, el cens per la permanència- viure al territori de la República Azerbaiyana més de 10 anys, el cens d'instrucció - tenir grau de llicenciat, cens moral- no tenir antecedents penals i obligacions davant altres estats, cens polític- no tenir la doble nacionalitat. Segons la Constitució el termini del mandat del president es perllonga fins a la fi dels actes de guerra si la celebració de les eleccions presidencials és impossible en les condicions de guerra. Aquesta decisió s'adopta pel Tribunal Constitucional de la República Azerbaiyana segons la petició de l'òrgan estatal (article 101) que garanteix la celebració de les eleccions (referèndum).
El moment simbòlic de la cerimònia del poder suprem és el jurament amb el text consagrat. Des de la publicació de la informació sobre els resultats de les eleccions el president presta jurament durant 3 dies (article 103). Les funcions àmplies del cap de l'estat es determinen en la Constitució. Aquestes funcions es reflecteixen en el paràgraf 32 de l'article 109. El president té dret de revocar la decisió del Gabinet de Ministres i cessar en el càrrec (excepte el primer ministre). Per dimitir el primer ministre i procurador general es necessita assentiment de Milli Majlis (Assemblea Nacional). El president dona presentació a Milli Majlis sobre la designació dels jutges del Tribunal Constitucional, els tribunals Suprem i d'Apel·lació, els membres de l'Administració del Banc Central de la República Azerbaiyana.
Com el Comandor suprem el President designa i retira al cos del comandament suprem de les Forces Armades. El cap de l'estat forma la seva Administració i designa el seu dirigent. El president presenta el pressupost estatal, la doctrina militar a l'òrgan suprem de la legislació, confirma els programes social-econòmics, forma els òrgans centrals i locals del poder executiu, determina el referendúm, signa les lleis. El president resol els assumptes de la ciutadania, la naturalització, decideix sobre indult, el reclutament al servei d'emergència dels ciutadans de la República azerbaiyana i passar a la reserva dels militars, atorga premis estatals, dona títols suprems militars i especials, declara sobre la mobilització total o parcial, llicència als mobilitzats. Com a garant del compliment dels contractes internacionals el president conclou els contractes intergovernamentals i interestatals, presenta els contractes a Milli Majlis per a la seva confirmació o anul·lació, signa els decrets sobre la confirmació dels contractes internacionals.
El president resol els problemes de la seguretat nacional segons les seves facultats determinades per la Constitució. El president forma el Consell de Seguretat de la República Azerbaiyana, declara sobre l'estat d'emergència i guerra, amb consentiment de Milli Majlis declara la guerra i signa la pau. El president pot presentar el seu consentiment a Milli Majlis sobre la realització dels seus nous funcions no relacionades amb la designació principal de les Forces Armadas.